# Kyle Kirkwood
Kyle MacLean Kirkwood, mais conhecido como Kyle Kirkwood (Jupiter, 19 de outubro de 1998) é um automobilista americano. Atualmente ele pilota o carro nº 27 da Andretti Autosport na IndyCar Series. Ele foi campeão da Indy Lights em 2021, da Indy Pro 2000 em 2019, da Fórmula 3 das Américas em 2018, da USF2000 em 2018 e da Fórmula 4 dos Estados Unidos em 2017, sendo o primeiro piloto a vencer todos os campeonatos da Road to Indy.

## Biografia
Natural de Jupiter, cidade do estado norte-americano da Flórida, Kyle MacLean Kirkwood é filho de Cam, corretor imobiliário, com Peggy Kirkwood, dona de uma galeria de artes visuais. Ele possui dois irmãos mais velhos, Robert e Cameron. Kyle também chegou a ser jogador de futebol, inspirado por seu pai, que chegou a atuar em ligas semiprofissionais, mas acabou optando pelo automobilismo. Além desse esporte, Kirkwood também pratica surfe, mergulho e pesca. Dentre seus amigos, estão o ex-piloto de Fórmula 1 Logan Sargeant e o ex-piloto da IndyCar e da Fórmula E Oliver Askew.
Em 2022, Kyle assumiu relacionamento com a modelo e influenciadora argentina Vicky Schaffner.

## Carreira

### Kart
Nascido em Jupiter, Kirkwood começou a praticar kart ainda jovem, muitas vezes competindo ao lado de seu conterrâneo Oliver Askew. Ao longo de sua carreira no kart, ele acumulou vários títulos, incluindo o AM Engines Formula Tag Junior em 2012, o SKUSA SuperNationals XVII - S5 Junior em 2013 e vitórias consecutivas no Florida Winter Tour em 2015 e 2016.

### Campeonatos de Fórmula
Em 2015, Kirkwood fez sua estreia em monopostos no Campeonato F1600 com a Chastain Motorsports. Sua primeira vitória foi na abertura da temporada em Road Atlanta e depois, disputou mais seis rodadas, terminando em décimo sexto.
Após sua atuação no campeonato, Kirkwood se juntou à Fórmula Ford em 2016 para representar a Equipe EUA nos eventos Formula Ford Festival e Walter Hayes Trophy, terminando, respectivamente, em sétimo e quarto lugar na classificação geral.
Em 2016, Kirkwood se juntou ao campeonato inaugural de Fórmula 4 dos Estados Unidos com a Primus Racing, garantindo uma vitória em Mid-Ohio e encerrando a temporada na terceira posição. Em setembro de 2016, Kirkwood foi premiado com a bolsa de estudos Team USA.
Depois de competir com eles nos testes de pré-temporada em NOLA, Kirkwood retornou à F4 dos EUA no ano seguinte, migrando para a recém-chegada Cape Motorsports. Ele alcançou nove vitórias, incluindo hat-tricks consecutivos em Indianápolis e Motorsport Park, garantindo o título na corrida final da temporada no Circuito das Américas, etapa que serviu de apoio ao GP dos EUA de Fórmula 1. Durante a temporada, Kirkwood foi mais uma vez selecionado como candidato à bolsa de estudos do Team USA.

### Campeonatos de Fórmula 3
Em agosto de 2018, Kirkwood se juntou à Abel Motorsports para disputar a temporada inaugural do Campeonato de Fórmula 3 das Américas. A temporada viu Kirkwood faturar quinze vitórias em dezessete provas e selar seu terceiro campeonato consecutivo em NOLA com uma rodada de antecedência.
No ano seguinte, Kirkwood fez uma aparição única com a RP Motorsport na final da temporada do Eurofórmula Open em Monza, ficando em sexto na segunda corrida daquela rodada.

### Fórmula E
Em fevereiro de 2020, a BMW i Andretti Motorsport anunciou Kirkwood como um dos participantes do teste de novatos em Marraquexe. Ele ficou em quinto lugar e seu desempenho causou boa impressão na equipe.

### Road to Indy
Em dezembro de 2016, Kirkwood participou do Mazda Road to Indy Shootout, mas acabou perdendo a bolsa para Oliver Askew.

#### USF 2000
Em 2017, Kirkwood participou do Chris Griffis Memorial Test com a Swan-RJB Motorsports. Em fevereiro de 2018, a Cape Motorsports o contratou para disputar o campeonato de 2018. Em sua temporada de estreia, Kirkwood foi dominante, conquistando doze das quatorze vitórias, selando seu segundo título em um ano em Mid-Ohio e igualando o recorde de vitórias de JR Hildebrand em uma única temporada.

#### Indy Pro 2000
Kirkwood disputou o campeonato em 2019, selecionando a RP Motorsport Racing como sua equipe. Depois de reveses nas rodadas anteriores, Kirkwood conquistou suas primeiras vitórias em ambas as corridas em Road America. A partir da segunda corrida em Toronto, Kirkwood dominou a temporada e conquistou seu quarto título consecutivo na final da temporada em Laguna Seca, apesar de ter colidido com Danial Frost.

#### Indy Lights
Em dezembro de 2019, Kirkwood participou do teste de pós-temporada em Sebring com a Andretti Autosport, que era a atual campeã da Indy Lights. No mês seguinte, Andretti confirmou que Kirkwood correria com eles na temporada de 2020, mas a temporada daquele ano do campeonato foi cancelada devido à pandemia de COVID-19.
Em 2021, Kirkwood seguiu na Andretti Autosport e brigou pelo título com David Malukas. Kirkwood venceu 10 vitórias em 20 etapas, e mais quatro pódios, sendo campeão com um quinto lugar em Mid-Ohio. Ao fazer isso, ele se tornou o primeiro piloto a vencer um campeonato em todas as séries Road to Indy.

### IndyCar
Ao longo de 2021, Kirkwood despertou interesse de diferentes equipes no paddock da IndyCar Series. O proprietário da Andretti Autosport, Michael Andretti, declarou que pretendia manter Kirkwood na sua equipe, reiterando isso depois que o piloto venceu a Indy Lights, e afirmando que transferiria Kirkwood para a Fórmula E caso não surgisse uma vaga na Indy.
Como parte do prêmio pelo título na Indy Lights, Kirkwood tinha a garantia de competir em três corridas da IndyCar em 2022, incluindo as 500 Milhas de Indianápolis de 2022.
Em 10 de novembro de 2021, foi anunciado que Kirkwood pilotaria o carro nº 14 em tempo integral para a AJ Foyt Enterprises durante a temporada de 2022 da IndyCar, com Dalton Kellett sendo seu único companheiro em todas as rodadas. Seu melhor resultado foi um décimo lugar em Long Beach e o estadunidense terminou em 24º, com 183 pontos, sendo o melhor piloto da Foyt no ano.

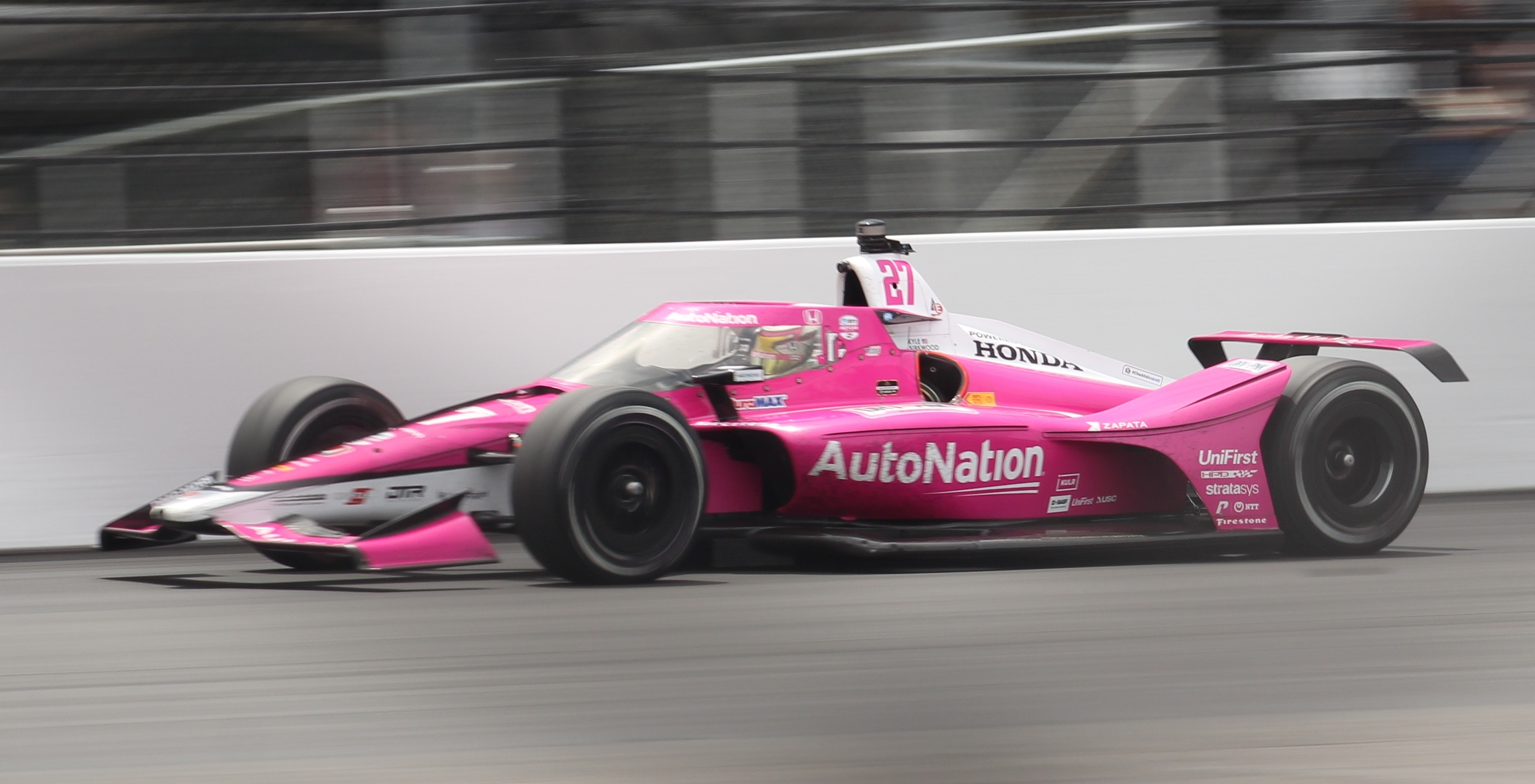
Kirkwood durante a Indy 500 de 2023

Em 1º de junho de 2022, Kirkwood e a Andretti Autosport anunciaram que ele retornaria à equipe Andretti em 2023 para substituir Alexander Rossi. Kirkwood teve como companheiros de equipe Colton Herta, Romain Grosjean e Devlin DeFrancesco. O piloto da Flórida conquistou sua primeira vitória na IndyCar em 2023, na etapa de Long Beach. Kirkwood venceu pela segunda vez nesse mesmo ano, na etapa de Nashville. Ele encerrou o ano em 11º, com 352 pontos, superando Grosjean por 56 pontos e DeFrancesco por 180, mas perdendo para Herta (quatro pontos de diferença) e Rossi (23 pontos de diferença).
Em 2023, Kirkwood renovou seu contrato com a Andretti por múltiplos anos. Em 2024, ele e Herta passaram a ter Marcus Ericsson, ex-F1 e vencedor da Indy 500 de 2022, como companheiro de equipe. O melhor resultado de Kirkwood foi um segundo lugar em Toronto, prova vencida por Herta. Ele terminou em sétimo, com 420 pontos, atrás do vice-campeão Herta, mas à frente de Ericsson.
Em 2025, Kirkwood quebrou o jejum de vitórias em Long Beach, prova marcada pelo seu domínio e pela resistência à pressão de Álex Palou nas voltas finais. A segunda vitória da temporada veio em Detroit, após Kyle sair do terceiro lugar para a liderança e acertar nas estratégias de paradas. Em Gateway, Kirkwood triunfou novamente na prova que também marcou sua primeira vitória em ovais pela IndyCar.

### IMSA Sports Car

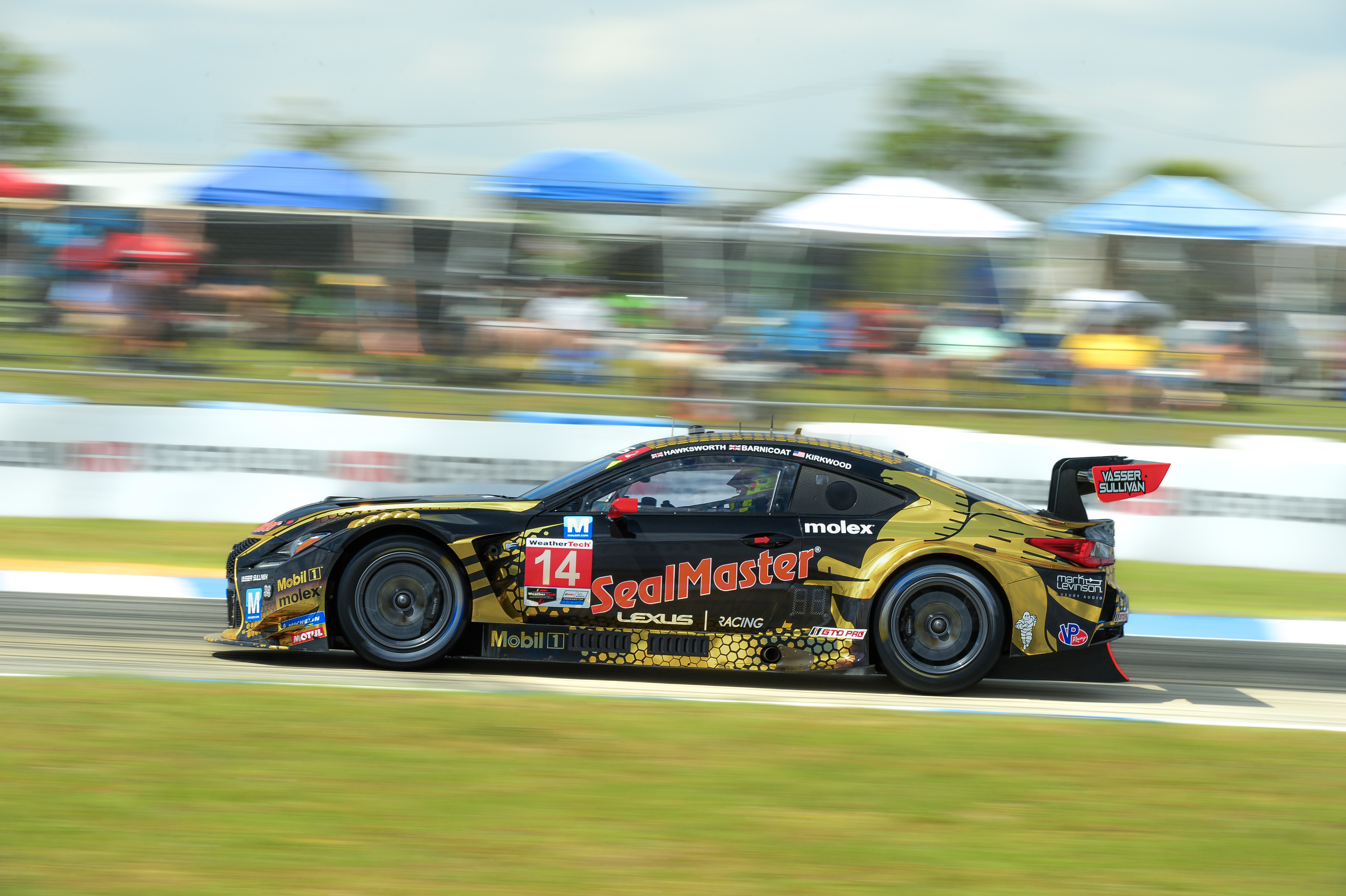
Carro que Kirkwood pilotou nas 12 Horas de Sebring de 2024

Com a temporada de 2020 da Indy Lights sendo cancelada por conta da pandemia de COVID-19, Kirkwood correu quatro corridas no IMSA Prototype Challenge e também se juntou à AIM Vasser Sullivan Racing para correr em algumas provas da GTD. Desde então, ele faz participações pontuais na IMSA SportsCar. Sua primeira pole na categoria foi nas 6 Horas de Watkins Glen em 2021, onde ele bateu Trent Hindman, da Porsche, por três centésimos. Sua primeira vitória foi em 2022, em Detroit, ao lado de Ben Barnicoat. Kirkwood voltaria a vencer no mesmo ano a Petit Le Mans, prova realizada no Circuito das Américas, onde correu pela classe GTD Pro na companhia de Barnicoat e de Jack Hawksworth. Em 2024, foi a vez dele vencer as 12 Horas de Sebring com Barnicoat e Hawksworth.

## Resultados

### Resumo da carreira
| Temporada | Categoria                             | Equipe                 | Corridas | Vitórias | Poles | V.M.R. | Pódios | Pontos | Posição |
| --------- | ------------------------------------- | ---------------------- | -------- | -------- | ----- | ------ | ------ | ------ | ------- |
| 2015      | F1600 Championship Series             | Chastain Motorsports   | 7        | 1        | 0     | 1      | 2      | 181    | 16º     |
| 2016      | Fórmula 4 Estadunidense               | Primus Racing          | 15       | 1        | 1     | 1      | 9      | 183    | 3º      |
| 2016      | Fórmula Ford Festival                 | Cliff Dempsey Racing   | 1        | 0        | 0     | 0      | 0      | N/A    | 7º      |
| 2016      | Walter Hayes Trophy - Heats/Semis     | Cliff Dempsey Racing   | 4        | 1        | 0     | 1      | 2      | 0      | NC      |
| 2016      | Walter Hayes Trophy                   | Cliff Dempsey Racing   | 1        | 0        | 0     | 0      | 0      | 0      | 4º      |
| 2017      | Fórmula 4 Estadunidense               | Cape Motorsports       | 20       | 9        | 6     | 10     | 15     | 345    | 1º      |
| 2018      | Fórmula 3 das Américas                | Abel Motorsports       | 17       | 15       | 5     | 15     | 16     | 405    | 1º      |
| 2018      | U.S. F2000                            | Cape Motorsports       | 14       | 12       | 5     | 6      | 13     | 374    | 1º      |
| 2019      | Indy Pro 2000                         | RP Motorsport Racing   | 16       | 9        | 5     | 7      | 11     | 419    | 1º      |
| 2019      | Eurofórmula Open                      | RP Motorsport Racing   | 2        | 0        | 0     | 0      | 0      | 0      | NC†     |
| 2020      | IMSA SportsCar Championship - GTD     | AIM Vasser Sullivan    | 2        | 0        | 0     | 0      | 0      | 42     | 37º     |
| 2020      | IMSA Prototype Challenge              | Forty7 Motorsports     | 4        | 1        | 0     | 4      | 2      | 109    | 16º     |
| 2021      | Indy Lights                           | Andretti Autosport     | 20       | 10       | 7     | 9      | 14     | 537    | 1º      |
| 2021      | IMSA SportsCar Championship - GTD     | Vasser Sullivan Racing | 5        | 0        | 1     | 0      | 0      | 898    | 29º     |
| 2022      | IndyCar Series                        | A. J. Foyt Enterprises | 17       | 0        | 0     | 0      | 0      | 183    | 24º     |
| 2022      | IMSA SportsCar Championship - GTD Pro | Vasser Sullivan Racing | 3        | 1        | 1     | 0      | 1      | 999    | 9º      |
| 2022      | IMSA SportsCar Championship - GTD     | Vasser Sullivan Racing | 1        | 1        | 1     | 0      | 1      | 385    | 45º     |
| 2023      | IndyCar Series                        | Andretti Autosport     | 17       | 2        | 1     | 1      | 2      | 352    | 11º     |
| 2023      | IMSA SportsCar Championship - GTD Pro | Vasser Sullivan Racing | 2        | 0        | 1     | 0      | 1      | 617    | 13º     |
| 2023      | IMSA SportsCar Championship - GTD     | Vasser Sullivan Racing | 1        | 0        | 0     | 0      | 0      | 284    | 50º     |
| 2024      | IndyCar Series                        | Andretti Global        | 17       | 0        | 1     | 0      | 1      | 420    | 7º      |
| 2024      | IMSA SportsCar Championship - GTD Pro | Vasser Sullivan        | 3        | 1        | 1     | 0      | 1      | 817    | 19º     |
| 2025      | IndyCar Series                        | Andretti Global        | 8        | 3        | 1     | 0      | 3      | 209*   | 3º*     |
| 2025      | IMSA SportsCar Championship - GTD Pro | Vasser Sullivan Racing | 1        | 0        | 0     | 0      | 0      | 216    | 12º     |
| 2025      | IMSA SportsCar Championship - GTD     | Vasser Sullivan Racing | 1        | 0        | 0     | 0      | 0      | 188    | 14º     |

† Kirkwood era um piloto convidado, portanto, inelegível para marcar pontos.

#### IndyCar
(Legenda) (Corridas em negrito indicam pole position; corridas em itálico indicam volta mais rápida)
| Ano  | Equipe                 | Chassis      | No. | Motor     | 1      | 2       | 3      | 4      | 5      | 6       | 7      | 8      | 9      | 10     | 11     | 12     | 13     | 14     | 15     | 16     | 17     | 18     | Posição | Pontos | Ref    |
| ---- | ---------------------- | ------------ | --- | --------- | ------ | ------- | ------ | ------ | ------ | ------- | ------ | ------ | ------ | ------ | ------ | ------ | ------ | ------ | ------ | ------ | ------ | ------ | ------- | ------ | ------ |
| 2022 | A. J. Foyt Enterprises | Dallara DW12 | 14  | Chevrolet | STP 18 | TXS 25  | LBH 10 | ALA 22 | IMS 26 | INDY 17 | DET 24 | ROA 20 | MDO 26 | TOR 22 | IOW 15 | IOW 25 | IMS 23 | NSH 19 | GTW 17 | POR 13 | LAG 21 |        | 24º     | 183    | [ 64 ] |
| 2023 | Andretti Autosport     | Dallara DW12 | 27  | Honda     | STP 15 | TXS 27  | LBH 1* | ALA 12 | IMS 14 | INDY 28 | DET 6  | ROA 9  | MDO 17 | TOR 15 | IOW 7  | IOW 11 | NSH 1* | IMS 9  | GTW 15 | POR 10 | LAG 25 |        | 11º     | 352    | [ 52 ] |
| 2024 | Andretti Global        | Dallara DW12 | 27  | Honda     | STP 10 | THE DNQ | LBH 7  | ALA 10 | IMS 11 | INDY 7  | DET 4  | ROA 5  | LAG 5  | MDO 8  | IOW 7  | IOW 16 | TOR 2  | GTW 22 | POR 10 | MIL 12 | MIL 8  | NSH 4* | 7º      | 420    | [ 65 ] |
| 2025 | Andretti Global        | Dallara DW12 | 27  | Honda     | STP    | THE     | LBH    | ALA    | IMS    | INDY    | DET    | GTW    | ROA    | MDO    | IOW    | IOW    | TOR    | LAG    | POR    | MIL    | NSH    |        | ?       | 0      |        |

#### 500 Milhas de Indianápolis
| Ano  | Chassis | Motor     | Largada | Chegada | Equipe                 |
| ---- | ------- | --------- | ------- | ------- | ---------------------- |
| 2022 | Dallara | Chevrolet | 28      | 17      | A. J. Foyt Enterprises |
| 2023 | Dallara | Honda     | 15      | 28      | Andretti Autosport     |
| 2024 | Dallara | Honda     | 11      | 7       | Andretti Autosport     |